# Rheingau

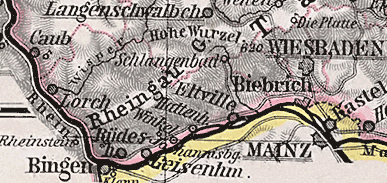

Rheingau är ett område öster och norr om floden Rhen, mellan Wiesbaden och Lorch i förbundslandet Hessen i västra Tyskland. Det är bland annat känt som vinregion.
Rheingau är en 22 kilometer lång och 10 kilometer bred landsträcka längs högra Rhenstranden från Biebrich till Lorch. Området omslutes av Rhen samt, i nord och öst av Rheingaubergen, vilka lämnar skydd mot nordliga och östliga vindar.
Eftersom Taunusbergen ligger bakom Rheingau utgörs hela området i stort sett av en sydsluttning ned mot Rhen, vilket är närmast optimalt för vinodling på dessa nordliga breddgrader (50:e breddgraden går rakt genom Rheingau). Jämte vin erhålles även mycket frukt.
Rheingau tillhörde fram till 1803 Kurfurstendömet Mainz och blev senare en del av preussiska regeringsområdet Wiesbaden i provinsen Hessen-Nassau. Idag ingår området i Rheingau-Taunus-Kreis.

## Källa
Den här artikeln är helt eller delvis baserad på material från Nordisk familjebok, Rheingau, 1904–1926.